# London-pagten (1915)
London-pagten 1915 var en hemmelig traktat mellem Italien og ententen, som blev underskrevet den 26. april 1915 i London af Italien, Storbritannien, Frankrig og Rusland.

## Traktatens indhold
Ifølge traktaten skulle Italien forlade samarbejdet med Centralmagterne (Tyskland og Østrig-Ungarn) og tilslutte sig ententen. Desuden skulle Italien inden for en måned erklære krig mod sine tidligere forbundsfæller, centralmagterna. Til gengæld skulle Italien få store landområder efter krigens afslutning, nemlig følgende:
1. Trieste,
2. Trento,
3. Gorizia,
4. Istrien, men ikke Fiume (senere Rijeka),
5. Zadar (Zara),
6. Dodekanisos (Dodekaneserne),
7. Protektorat over Albanien,
8. Vlorë, Albanien,
9. Dele af Dalmatien,
10. Dele af de tyske asiatiske og afrikanske kolonier.

Desuden bestemtes det, at Serbien og Montenegro skulle få følgende:
Kongedømmet Serbien skulle få: 
1. Split (Spalato)
2. Kysten og øerne syd for Veglia (Krk) til Ragusa (Dubrovnik), og Pelješachalvøen.

Kongedømmet Montenegro fik tildelt: 
1. Ragusa (Dubrovnik)
2. Kysten sydpå fra Dubrovnik til den albanske havn Shengjin (San Giovanni di Medua).

Desuden men mindre præciseret, skulle Serbien få:
1. Bosnien-Herzegovina
2. Srem
3. Bačka
4. Slavonien (dette trods italienske protester),
5. Nogle uspecifierede områder i Albanien (som skulle deles mellem Serbien, Montenegro, og Grækenland).

## Videre forløb
Italien insisterede på, at kystlinjen mellem Zadar og Istrien skulle opdeles ordentligt efter krigen, hvilket de allierede var enige i. Desuden modsatte Italien sig, at Serbien skulle få noget at vide om aftalen inden, at krigen var afsluttet. Dette sidste punkt blev brudt, da man den 15. august 1915 informerede Serbien og Montenegro om den planlagte opdeling af Balkan.
Aftalen skulle hemmeligholdes, men efter oktoberrevolutionen i Rusland i 1917 blev aftalen offentliggjort i den russiske avis Izsvestia. 
Aftalen blev reelt annulleret ved Versaillesfreden 1919 af USAs præsident Woodrow Wilson, som dels støttede de slaviske krav, men også fordi at han ikke vedkendte sig aftalen - som han jo ikke selv var med i. 
Italiens krav på Dalmatien blev ikke anerkendt. Dog fik Italien store landvindinger alligevel, således Istrien (med Fiume), Sydtyrol samt grænsen mod det senere Slovenien flyttet længere østpå.